# 東京都立武蔵丘高等学校
東京都立武蔵丘高等学校（とうきょうとりつ むさしがおかこうとうがっこう）は、東京都中野区上鷺宮二丁目に所在する都立高等学校。

## 沿革
- 1941年
  - 1月27日 - 中学校令に基づき、文部省告示第32号により設置認可。
  - 2月3日 - 定員を5学級250名と定め、仮事務所を府立六中内に設置。
  - 3月25日 - 仮事務所を引き払い鷺宮の校舎の1棟に移る。当時は仮校舎4棟に府立二十中・二十一中・十八高女・五商の4校を設置。
  - 4月1日 - 東京府立第二十一中學校として開校。
- 1943年7月1日 - 都制施行に伴い、東京都立武蔵中學校と改称。
- 1948年4月1日 - 学制改革に伴い、東京都立武蔵丘新制高等学校と改称。定時制設置。
- 1950年
  - 1月26日 - 新制高校の名称変更に伴い、東京都立武蔵丘高等学校と改称。
  - 4月5日 - 男女共学開始。
  - 5月3日 - 校庭整備・小講堂改装落成、祝賀会挙行。
- 1951年
  - 1月27日 - 新校章（公孫樹の葉を図案化したもの。東京藝術大学教授松田義之の図案、田辺豊の文字）制定。
  - 10月2日 - 創立10周年記念式典挙行、新校歌・校旗制定。
- 1952年
  - - 昭和27年度入試より学区合同選抜制度導入。
  - 1月27日 - 創立10周年記念大講堂落成、2月17日落成式挙行。
- 1955年
  - 4月27日 - 大講堂増築落成。
  - 5月31日 - モルタル校舎（第3号館・2階建一部鉄筋）落成、6月25日落成祝賀式挙行。
- 1956年7月2日 - 創立15周年記念図書館落成、11月2日落成式挙行。
- 1959年6月27日 - 鉄筋校舎（第2号館）落成。
- 1960年3月14日 - 鉄筋校舎（第1号館）落成。5月31日創立20周年、校舎改築落成記念祝典挙行。
- 1962年1月16日 - 増築落成式挙行。
- 1965年
  - 7月1日 - 地番改正、中野区上鷺宮二丁目14番1号となる。
  - 11月12日 - 創立25周年記念祝典挙行。
- 1967年 - 昭和42年度入試より学校群制度導入、鷺宮・練馬と31群を組む。
- 1968年3月3日 - 屋外照明施設完成。
- 1969年3月3日 - 増改築鉄筋校舎（第1号館）、給食室落成。
- 1970年3月31日 - 体育館落成。
- 1971年3月4日 - 創立30周年記念として購買部設置。
- 1976年4月1日 - 創立35周年記念誌発行。
- 1978年 - 昭和53年度入試より練馬が31群から分離され、鷺宮との2校群に変更される。
- 1981年1月16日 - 定時制募集停止。
- 1982年 - 昭和57年度入試よりグループ合同選抜制度導入。31グループに編成。
- 1983年6月21日 - 鉄筋校舎A棟・体育館付属倉庫・ポンプ室・受水槽・変電設備落成。
- 1984年
  - 3月16日 - 鉄筋校舎C棟落成。第1号館、第2号館一部改修工事完了。
  - 3月31日 - 定時制閉校（3月4日閉校式、記念碑建立）。
- 1985年
  - 3月12日 - 体育館落成。
  - 10月18日 - 部室・プール・B、D棟・格技棟改修工事・増改築工事完了。
  - 11月2日 - 創立45周年校舎増改築完成記念式典挙行。
- 1990年10月27日 - 創立50周年記念式典挙行。
- 1992年4月1日 - パソコン教室A棟4階、書道教室D棟1階に設置。
- 1994年 - 平成6年度入試より単独選抜導入。
- 2000年11月18日 - 創立60周年記念式典挙行。
- 2003年9月25日 - 新職員室完成。
- 2008年4月1日 - 全学年6学級240名編成となる。
- 2010年11月20日 - 創立70周年記念式典挙行。
- 2011年4月1日 - 全学年7学級280名編成となる。
- 2015年4月1日 - 全学年8学級320名編成となる。

## 校歌
- 勝承夫作詞／安部幸明作曲

## 交通
出典 : 
鉄道
- 西武新宿線 鷺ノ宮駅より徒歩12分
- 西武池袋線 富士見台駅より徒歩10分
かつてはこの学校への通学の便のために西武村山線（現在の西武新宿線）鷺ノ宮駅 - 下井草駅間に「西鷺宮駅」があったが、現在は廃止されている。

バス
| 運行事業者 | 乗車駅     | 系統       | 下車停留所             |
| ---------- | ---------- | ---------- | ---------------------- |
| 関東バス   | 中野駅     | K01・K02   | 「武蔵丘高校」         |
| 関東バス   | 荻窪駅     | 荻06・荻07 | 「鷺宮4丁目」、徒歩8分 |
| 関東バス   | 阿佐ケ谷駅 | 阿01・阿03 | 「鷺宮4丁目」、徒歩8分 |

## 学校行事
文化祭・体育祭・後夜祭は共に「武高祭」と呼ばれ毎年9月に行われていたが、体育祭は2009年から5月に変更、文化祭・後夜祭が毎年9月に行われている（1996年までは文化祭2日間+体育祭+後夜祭を計3日間連続で行われていた）。
他に1年次に「東京学習」が行われる。

## 部活動

### 運動部
- 陸上部
- 女子ソフトテニス部
- 男子ソフトテニス部
- 男子バドミントン部
- 女子バドミントン部
- 野球部
- 女子硬式テニス部
- 男子硬式テニス部
- ソフトボール部
- 男子バスケットボール部
- 女子バスケットボール部
- 卓球部
- 男子バレーボール部
- 女子バレーボール部
- サッカー部
- ダンス部・・・『春の日本高校ダンス部選手権』東日本大会において、2016年、2018年入賞を受賞している。
- 水泳部
- 剣道部

### 文化部
- 生徒会執行
- 演劇部
- 吹奏楽部
- 軽音楽部
- 美術工芸部
- 茶道部
- 音楽部
- ESS部
- 漫画研究部
- クッキング部
- 華道部
- 天文部

### 同好会・サークル
- 文芸同好会
- パソコン同好会

## 日本一賞
「府立二十一中だから21番目と考えるな。よろしく日本一たるべし」という趣旨で、在校生、卒業生、教職員のすべてを対象に、日本一に値する業績をあげたものに授与される。第1回は、1946年第1回国体にて軟式野球部が京都・平安中学を破り全国優勝し授与。以来、第11回まで授与されている。

## 著名な出身者
- 佃公彦（旧制武蔵中学校2回生） - 漫画家。東京新聞「ほのぼのシリーズ」を長期にわたり連載。
- 中西進（旧制武蔵中学校2回生） - 研究者。日本の古典文学研究者、比較文学研究者。万葉集研究の第一人者。
- 田山力哉（旧制武蔵中学校3回生） - 映画評論家
- 卯木肇（1回）  - 実業家。元スカイパーフェクト・コミュニケーションズ社長・会長、元アイワ社長・会長
- 川崎普照（2回） - 彫刻家。日本芸術院賞受賞。日展審査員、日展評議員。
- 青島幸男（3回） - 元東京都知事・放送作家。学制改革で中退、早大学院へ
- すぎやまこういち（椙山 浩一）（3回） - 作曲家。同上、成蹊高校へ
- 砂田実（3回） - テレビプロデューサー、演出家、音楽プロデューサー。同校入学後1年を経て、臨時募集で慶應義塾高等学校へ
- 大野幸太郎（4回生） - 殺陣師。「若者捕物帳」「遠山の金さん」「仮面ライダー」等で活躍した 大野剣友会を創立。
- 土屋邦雄（4回生） - ヴィオラ奏者。1959年、カラヤン率いる名門ベルリン・フィルハーモニー管弦楽団に。海外進出の草分け。
- 黒羽清隆 - 歴史学者・教育者
- 村重寧（8回生） - 美術史学者。専門は日本美術史。早稲田大学名誉教授。
- 長谷川毅（11回生） - 歴史学者。専門は北方領土問題など。大平正芳記念賞受賞。カリフォルニア大学サンタバーバラ校教授。
- 早川建二（11回生） - 元ラジオ関東アナウンサー
- 福田アジオ（11回生） - 歴史学者・民俗学者。柳田國男研究者。
- みつはしちかこ - 漫画家。
- 六角鬼丈（12回生） - 建築家。「雑創の森学園」、「東京武道館」設計。東京藝術大学教授。
- トミー関（13回生） - 男性声優、俳優。テアトル・エコー所属。
- 小浪博英（13回生） - 工学者。専門は都市工学。博士（工学）。駅前広場の「小浪式」考案者である。
- 青山佾[2]（14回生） - 元 東京都副知事、明治大学公共政策大学院教授
- 尾形明子[2]（14回生） - 文芸評論家
- 古在豊樹[2]（14回生） - 元 千葉大学学長、農芸化学者
- 村上勝三（15回生） - 哲学者（東京大学大学院卒）、山口大学元講師、東洋大学大学院特任教授。
- さくまあきら（23回生） - ゲームクリエイター。代表作「桃太郎電鉄シリーズ」
- 湯山邦彦（23回生） - アニメ監督
- 麻田奈美 - 元グラビアアイドル
- 中野正貴 （26回生） - 写真家
- 佐藤恭子（28回生） - 昭和52年ミスユニバース日本代表、1977年の世界大会に出場。
- 堀田佳男（28回生）- ジャーナリスト
- 柳原慧（28回生）- 小説家・推理作家・グラフィックデザイナー
- 窪田晴男（30回生） - ミュージシャン・ギタリスト・作曲家・音楽プロデューサー
- 垂井ひろし（32回生） - イラストレーター・画家・ミュージシャン
- 森本茂樹（32回生） - 福井放送アナウンサー
- 浜田麻里 （33回生）- ミュージシャン
- 渡辺融 - 東京大学名誉教授・同大野球部監督
- 住田隆 - 俳優・コメディアン
- RIOW ARAI - ミュージシャン
- 石井宏宗（42回生）- 実業家・博士（経営学）・日本工業大学教授
- 黒木克昌 - 男性空手家（大道塾空道参段）、プロレスラー。
- 田代恭崇 - 元自転車プロロードレース選手
- 成瀬ちさと - イラストレーター
- 坂本真綾（50回生）- 声優・歌手
- 松永沙由里（50回生）- モデル・タレント
- 高山典久 -元日本放送協会アナウンサー
- 突然少年-バンド
- 錯乱前戦-バンド
- クジラ夜の街-バンド

## 著名な教職員
- 大和英成 - 地理学者、博士。駒澤大学教授。本校元教諭。
- 西垣脩 - 俳人、国文学者。本校元教諭。